# 黃映然
黃映然（英語：Rufas Haung，1891年11月26日—1991年7月10日），出生於廣東揭陽縣，中國內地及香港教育家，民生書院及香港基教書院創校校長。

## 簡歷
其家族宗教信仰為基督教。
1900年代，黃映然畢業於汕頭聿懷中學。1910年代，得父親所屬教會之英格蘭女傳道人Miss Harkness:2資助往香港入讀聖士提反書院。後於上海聖約翰大學修讀電機工程，1916年畢業:2。
畢業後先於汕頭礐石中學任副校長:4。1920年，往美國深造，先在哥倫比亞大學師範學院  修讀教育碩士課程，但中途轉至阿姆爾學院（伊利諾理工學院前身）進修電機工程:4。回國後升任礐石中學校長:4。
1923年，攜妻兒遷居香港，在母校聖士提反書院任數理教師。:4-5
1926年，區澤民與莫幹生在香港出資開辦民生書院，中學部由黃映然擔任創校校長。他以基督教理念辦學，以「光與生命」為校訓，1936至1939間他又籌款購地興建嘉林邊道侯王廟附近的新校舍。他任職十四年，至1940年離任。黃映然在任期間時值中國內地戰亂，他收留不少逃避戰禍的知識份子擔任教師，期間曾有國民黨將領、中國共產黨籍作家茅盾等獲其邀請到校演講，當時的校友認為黃映然表現出很明顯的愛國熱情。當時大部分官辦或教會辦學校均以英語為第一語言，而黃映然認為「香港雖然是殖民地，但始終是中國人社會，所以學生要先讀好中文」，推行先教授文言文，再教白話文，再逐漸增加英語教學的方針:5-6。
1966-68年，為香港基教書院首任校長。
直至1986年，民生書院的六十周年校慶、鑽禧校慶的感恩崇拜，都是由黃映然做當天的主持。民生書院後來建成E座（黃映然創校校長紀念大樓），以紀念黃映然。
1991年7月10日病逝，享年約100歲。出殯日由多名教育界名人扶靈。

## 家庭
黃映然父親黃壽亭早年因腳傷被汕頭一所教會背景醫院收留，後受洗及修讀神學，成為牧師。:1
黃映然元配劉似蘭亦是汕頭一名牧師之女，二人育有長子麗文、次子麗松、三女麗瑛。1936年劉似蘭病逝，1938年黃映然與民生小學部教師呂仁圃再婚，育有麗東、麗麟、麗雄、麗榮四子:4,8。其中長子黃麗文（黃勵文）曾任皇仁書院、柏立基教育學院及嶺南學院校長；次子黃麗松為化學家，曾任新加坡南洋大學校長、香港大學首位華人校長；兩子均畢業於民生書院。（民生書院九十一周年校慶時，時任食物及衛生局局長的高永文致詞，表示黃麗文是他就讀皇仁書院時的校長，黃麗松是他就讀香港大學時的校長。）
1986年黃映然與慈善家陳祖澤等五人被基督教主恩服務社等團體舉辦的活動選為「模範爸爸」。